# Седрік Мабваті
Седрік Мабваті (фр. Cedric Mabwati, нар. 8 березня 1992, Кіншаса) — футболіст ДР Конго, півзахисник іспанського клубу «Марбелья».
Виступав, зокрема, за клуби «Нумансія», «Реал Бетіс» та «Осасуна», а також національну збірну Демократичної Республіки Конго.

## Клубна кар'єра
Народився 8 березня 1992 року в місті Кіншаса. Вихованець юнацьких команд футбольних клубів «Санта-Марта» та «Атлетіко».
У дорослому футболі дебютував 2008 року виступами за команду «Атлетіко Мадрид Б», в якій провів два сезони, взявши участь у 54 матчах чемпіонату. 
Своєю грою за цю команду привернув увагу представників тренерського штабу клубу «Нумансія», до складу якого приєднався 2010 року. Відіграв за клуб із Сорії наступні три сезони своєї ігрової кар'єри. Більшість часу, проведеного у складі «Нумансії», був основним гравцем команди.
У 2013 році уклав контракт з клубом «Реал Бетіс», у складі якого провів наступний рік своєї кар'єри гравця.  Граючи у складі «Реала Бетіс» також здебільшого виходив на поле в основному складі команди.
З 2014 року один сезон захищав кольори клубу «Осасуна». Тренерським штабом нового клубу також розглядався як гравець «основи».
Згодом з 2015 по 2022 рік грав у складі команд «Коламбус Крю», «УКАМ Мурсія», «Інтернасьйонал» (Мадрид), «Туделано» та «Реал Авілес».
До складу клубу «Марбелья» приєднався 2022 року.

## Виступи за збірні
Протягом 2009–2014 років залучався до складу молодіжної збірної Демократичної Республіки Конго. На молодіжному рівні зіграв у 5 офіційних матчах.
У 2014 році дебютував в офіційних матчах у складі національної збірної Демократичної Республіки Конго.
У складі збірної був учасником Кубка африканських націй 2015 року в Екваторіальній Гвінеї.